# Рассказ об Умаре Хапцоко
«Рассказ об Умаре Хапцоко» (или «Адыгейская лампа») — советский немой короткометражный фильм 1932 года режиссёра Юлия Райзмана.
Фильм сохранился неполностью, без второй части, в 2003 году на фестивале «Белые Столбы» был показан в ретроспективе режиссёра.

## Сюжет
Киноновелла посвящена борьбе за ликвидацию неграмотности в Адыгее.— Советский экран, 1972
В одном из аулов Адыгеи комсомольцы организовывают пункт по ликвидации неграмотности. Первым в учащиеся записывается 78-летний Умар Хапцоко. Он всю жизнь проработал на кулака, бедняк, он не имел возможности учиться. Но старик не потерял тяги к знаниям. Он активно помогает комсомольцам: ликбезпункту нужна лампа — старик Умар достал её, хотя для этого ему пришлось перетаскать огромную груду камней для своего бывшего хозяина — обладателя единственной лампы в ауле. Когда адыгейцы, поддавшись агитации подкулачников, отказались заниматься в ликбезпункте, Умар снова пришел на помощь комсомольцам: привёл с собой на занятия группу уважаемых стариков, за которыми двинулось в ликбезпункт все неграмотное население аула.

## Критика
Немая короткометражка, снятая уже в начале звукового кино, осталась незамеченной:

Содержание новеллы было близко смыслу известной поговорки «ученье — свет…» и полностью ограничивалось её доходчивой символикой. Она вскоре исчезла с экранов, не оставив никакого следа ни в творчестве режиссёра, ни в памяти зрителей.— Марк Ефимович Зак — Юлий Райзман. — М.: Искусство, 1962. — 228 с. — стр. 58

Скорее, «культурфильм», «видовой», с притянутым сюжетом об электричестве в глухом северокавказском ауле был открытием неведомого ландшафта. До Райзмана и его постоянного (с «Круга» до «Поднятой целины») оператора Леонида Косматова вряд ли кто-либо воскрешал на экране эти труднодоступные места. И снова подлинность, кисть портретиста — каждая морщинка, каждый лоскут на рубище семидесятипятилетнего адыгейца облюбованы режиссёром и обласканы камерой. Немые фильмы, могикане уходящего золотого века, задерживались лишь на окраинах кинодержавы. А для Райзмана «Адыгейская лампа» — постскриптум к той поре, когда он старательно приобщался к авангарду.— Нея Зоркая —  Сгустки истории. Портрет режиссера Юлия Райзмана // Искусство кино, № 2, 2004